# Марьинское (Семёнковский сельсовет)
Марьинское — село в Вологодском районе Вологодской области.
Входит в состав Семёнковского сельского поселения, с точки зрения административно-территориального деления — в Семёнковский сельсовет.
Расстояние по автодороге до районного центра Вологды — 12 км, до центра муниципального образования Семёнково — 4 км. Ближайшие населённые пункты — Подберевское, Варламово, Панькино, Нагорское, Поповка, Ермолово, Терентьевское.
По переписи 2002 года население — 59 человек (26 мужчин, 33 женщины). Всё население — русские.